# Інгалятор

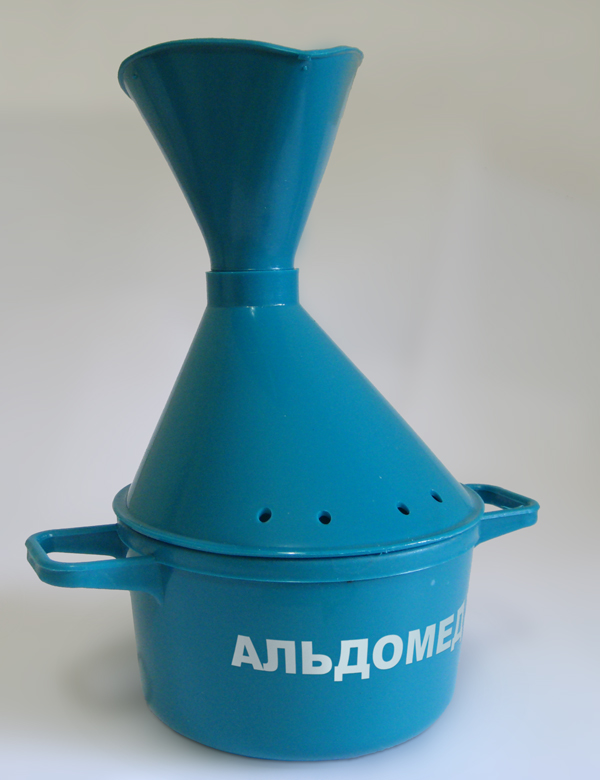
Паровологовий інгалятор

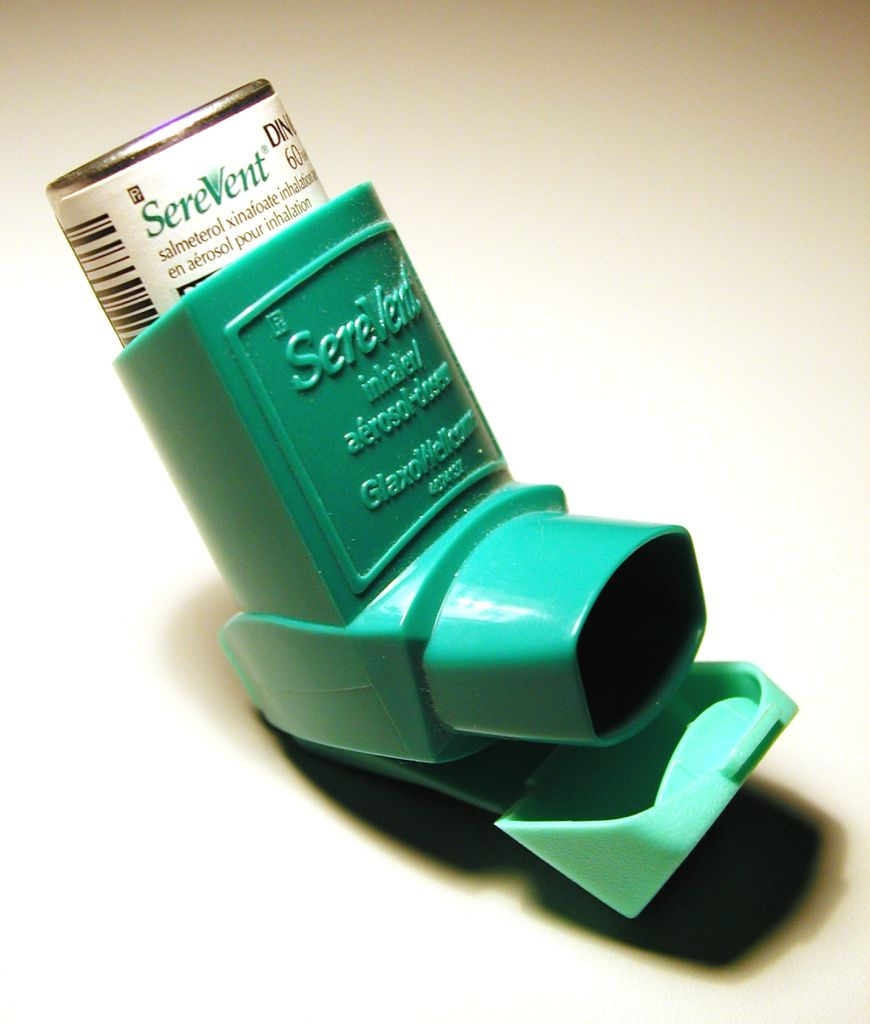
Аерозольний інгалятор

Інгалятор (від лат. inhalo — вдихаю) — апарат для утворення аерозолю з лікарським засобом, який вводять методом інгаляції.
Інгалятори бувають парові (дія інгалятора засновані на ефекті випаровування лікарської речовини, ультразвукові (інгалятори дозволяють розпилювати лікарські препарати у вигляді дрібного аерозолю, розбиття рідини досягається за рахунок вібрування спеціальної пластини випромінювача на ультразвуковій частоті) і компресорні (такі інгалятори формують аерозольну хмару з допомогою компресора, що створює досить потужний потік повітря через малий отвір в камері небулайзера, що містить лікувальний розчин).

## Види
За можливістю переміщати:
- портативні (ДАІ, СПІ)
- стаціонарні

За речовиною що розпилюється:
- рідинні:
  - розчини
  - олії
- порошкові

За механізмом:
- Парові (пара)
- Тепло-вологі (розчини)
- Вологі (розчини)
- Порошкові (гомогенний порошок)
- Олійні

За принципом функціонування:
- Дозовані аерозольні інгалятори (ДАІ), включаючи ДАІ з спейсерів і лицевою маскою,
- ДАІ, що активуються вдихом
- Небулайзери:
  - компресорні (струминні)
  - ультразвукові
  - мембранні (електронно-сітчаті)
- Порошкові інгалятори, сухопорошкові інгалятори (СПІ):
  - однодозові — капсульні
  - мультидозові (багатодозові): резервуарні, блістерні

## Використання
- У пульмонології — введення ліків аерогенним шляхом до бронхіол і альвеол. Використовується, зокрема, для зняття нападу бронхіальної астми.
- В ароматерапії — як засіб доставки концентрованих летких ароматичних речовин.

## Виробники
- Гемопласт ВАТ (Україна)
- Ароматика ТОВ (Україна)
- ТОВ Селком (Україна)
- Юлайзер (Ulaizer), Україна
- OMRON HEALTHCARE Co., Ltd. (Japan)
- AandD Company (Японія), China
- Shenzen Homed Medical Device Co. Ltd., China
- ELETTROPLASTICA SPA, Italy
- 3A HEALTH CARE S.R.L., Italy
- Rossmax International Ltd. (Taiwan, R.O.C.)
- Sopipa-Pharma Kereskedelmi es Szolgaltato Kft. (Sopipa-Pharma Kft.), Hungary
- SAN UP S.A., Argentina
- KTMED INC., Korea
- Medisana AG, GERMANY
- Electronics Co., Ltd. (P.R.China)
- MedHaus Schweiz GmbH (Швейцарія)
- Medel (Італія)
- Microlife Medical Science Asia Ltd (Тайвань)
- Gamma, China
- Esperanza, China
- Vega
- Dr. Frei
- Little Doctor
- 2B
- B.WELL
- PARAMED
- Norditalia
- Promedica